# 14981 Uenoiwakura
14981 Uenoiwakura eller 1997 TY17 är en asteroid i huvudbältet som upptäcktes den 6 oktober 1997 av de båda japanska astronomerna Kazuro Watanabe och Kin Endate vid Kitami-observatoriet. Den är uppkallad efter Iwakura gymnasiet.
Asteroiden har en diameter på ungefär 5 kilometer och den tillhör asteroidgruppen Koronis.